# سلحفاة مبكرة
السلحفاة المبكرة أو سلحفاة الرمل أو السلحفاة السقفية أو السلحفاة الوحشية (الاسم العلمي:†Proganochelys) هي جنس منقرض من الزواحف يتبع فصيلة السلاحف المبكرة من ثنائيات الأقواس الحديثة. وهي من أقدم أنواع السلاحف، يعود تاريخ تواجدها خلال الفترة المتأخرة من العصر الثلاثي، تطورت قبل حوالي 210 مليون سنة، قليلاً قبل تطور الديناصورات والثدييات.
بلغ طوله حوالي 60 سنتيمتر، كان لديه صدفة، آكل لكلا من النباتات واللحوم، ولم يكن لديه أسنان، وفتحة أذنه كبيرة، ولديه أشواك وقائية في رقبتها التي لا يستطيع أن يسحبها للداخل للحماية كما أن من المحتمل أنه كان لا يستطيع أن يسحب أطرافه الأخرى إلى داخل الصدفة للحماية (مثل السلاحف اللاحقة). وكان لديه ذيل طويل نسبيا مجهّز بأشواك عظمية وذيل على شكل الهراوة.
عاش قرب البرك والمصادر الأخرى للماء، لكنه كان حيوان أرضي بالأساس وليس حيوان مائي. وجدت متحجراته في ألمانيا وتايلند.